# Bil·lietita
La bil·lietita és un mineral de la classe dels òxids. Va ser anomenada l'any 1947 per Johannes F. Vaes en honor del cristal·lògraf belga Valère Louis Billiet (1903 - 1944) de la Universitat de Gant, que va ser arrestat durant la Segona Guerra Mundial i executat per un soldat de les SS a bord del SS Ancona a la badia de Neustedt.

## Característiques
La bil·lietita és un òxid d'urani i bari hidratat de fórmula química Ba(UO₂)₆O₄(OH)₆(H₂O)₈. A part dels elements de la seva fórmula, pot contenir impureses de calci i silici. Cristal·litza en el sistema ortoròmbic en cristalls pseudohexagonalds, tabulars en {001} que poden ser allargats al llarg de [110], de fins a 5 mm.
Segons la classificació de Nickel-Strunz la bil·lietita pertany a «04.GB - Uranils hidròxids, amb cations addicionals (K, Ca, Ba, Pb, etc.); principalment amb poliedres pentagonals UO₂(O,OH)₅» juntament amb els següents minerals: agrinierita, compreignacita, rameauita, becquerelita, protasita, richetita, bauranoïta, calciouranoïta, metacalciouranoïta, fourmarierita, wölsendorfita, masuyita, metavandendriesscheïta, vandendriesscheïta, vandenbrandeïta, sayrita, curita, iriginita, uranosferita i holfertita.

## Formació i jaciments
La bil·lietita és un producte poc comú de l'alteració de l'uraninita; va ser descoberta a la mina Shinkolobwe, a Katanga (República Democràtica del Congo). També ha estat trobada al mont Painter (Austràlia del Sud, Austràlia), al districte de Nanfen (Liaoning, Xina), a diferents indrets de Katanga (República Democràtica del Congo), a diferents indrets de França, Alemanya i Itàlia, als dipòsits d'urani Macusani (Puno, Perú), a la mina Åsnebo (Dalsland, Suècia), a múltiples indrets de Valais (Suïssa) i a la mina Pick a Utah i Mauch Chunk a Pennsilvània (Estats Units). A Catalunya ha estat trobada a la mina Eureka, que està situada a la Torre de Cabdella, al Pallars Jussà (Lleida).
Sol trobar-se associada a altres minerals com: uranofana, fourmarierita, metatorbernita, rutherfordina, becquerelita, studtita i soddyita.